# Studor, Gorenja vas - Poljane
Studor je naselje v Občini Gorenja vas - Poljane.